# Dong (moeda)
O dong ou, na sua forma aportuguesada, dongue (plural em português para ambos: dongues), de símbolo ₫, é a unidade monetária oficial da República Socialista do Vietnã, É emitido pelo Banco Estatal do Vietname. O dong também foi a moeda dos estados predecessores do Vietname do Norte e do Vietname do Sul, tendo substituído a piastra da Indochina Francesa anteriormente usada.